# Karma Chameleon
Pour l’article ayant un titre homophone, voir Karma Caméléon.
Pistes de Colour by Numbers
It's a Miracle
Karma Chameleon est une chanson du groupe Culture Club, parue en 1983 sur l'album Colour by Numbers. Elle constitue l'un des plus gros succès du groupe avec Do You Really Want to Hurt Me parue sur l'album précédent.

## Classements et certifications
| Classement (1983–1984)                 | Meilleure position |
| -------------------------------------- | ------------------ |
| Afrique du Sud (Springbok Radio)       | 1                  |
| Allemagne (Media Control AG)           | 2                  |
| Australie (Kent Music Report)          | 1                  |
| Autriche (Ö3 Austria Top 40)           | 3                  |
| Belgique (Flandre Ultratop 50 Singles) | 1                  |
| Belgique (Flandre VRT Top 30)          | 1                  |
| Canada (50 Singles)                    | 1                  |
| Canada (Adult Contemporary)            | 12                 |
| Canada (CHUM)                          | 1                  |
| Espagne (AFYVE)                        | 1                  |
| États-Unis (Adult Contemporary)        | 3                  |
| États-Unis (Billboard Hot 100)         | 1                  |
| États-Unis (Cash Box)                  | 1                  |
| États-Unis (Hot Black Singles)         | 67                 |
| Europe (Eurochart Hot 100)             | 1                  |
| Finlande (Suomen virallinen lista)     | 3                  |
| France (SNEP)                          | 5                  |
| Irlande (IRMA)                         | 1                  |
| Italie (FIMI)                          | 4                  |
| Norvège (VG-lista)                     | 1                  |
| Nouvelle-Zélande (RMNZ)                | 1                  |
| Pays-Bas (Nederlandse Top 40)          | 1                  |
| Pays-Bas (Single Top 100)              | 1                  |
| Pologne (Classements Singles)          | 8                  |
| Royaume-Uni (UK Singles Chart)         | 1                  |
| Suède (Sverigetopplistan)              | 1                  |
| Suisse (Schweizer Hitparade)           | 1                  |

| Classement (1983)              | Position |
| ------------------------------ | -------- |
| Australie (Kent Music Report)  | 8        |
| Belgique (Flandre Ultratop 50) | 5        |
| Italie (FIMI)                  | 16       |
| Pays-Bas (Nederlandse Top 40)  | 11       |
| Pays-Bas (Single Top 100)      | 10       |
| Royaume-Uni (UK Singles Chart) | 1        |
| Suisse (Schweizer Hitparade)   | 5        |

| Classement (1984)                | Position |
| -------------------------------- | -------- |
| Afrique du Sud (Springbok Radio) | 7        |
| Canada (Top 100 Singles)         | 5        |
| États-Unis (Billboard Hot 100)   | 10       |
| États-Unis (Cash Box)            | 14       |

| Classement (1980–1989)         | Position |
| ------------------------------ | -------- |
| Royaume-Uni (UK Singles Chart) | 7        |

| Classement                     | Position |
| ------------------------------ | -------- |
| Royaume-Uni (UK Singles Chart) | 31       |

| Pays              | Certification | Date            | Ventes    |
| ----------------- | ------------- | --------------- | --------- |
| Canada (CRIA)     | 2 × Platine   | 1er mars 1984   | 20 000    |
| États-Unis (RIAA) | Or            | 17 février 1984 | 500 000   |
| France (SNEP)     | Or            | 1983            | 720 000   |
| Royaume-Uni (BPI) | Platine       | 9 décembre 1983 | 1 490 000 |